# Licaria cubensis
Espèce
Synonymes
- Licaria cubensis (O.C. Schmidt) Kosterm.[2]
- Nobeliodendron cubense O.C. Schmidt[2]

Statut de conservation UICN

 VU D2 : Vulnérable
Licaria cubensis est une espèce de plantes à fleurs de la famille des Lauraceae.

## Publication originale
- Recueil des Travaux Botaniques Néerlandais 34: 601. 1937.